# Safi, la petite mère
Pour plus de détails, voir Fiche technique et Distribution.
Safi, la petite mère est un film burkinabé réalisé par Rasò Ganemtoré, sorti en 2004.

## Synopsis
Safi s'enfuit de son village du Burkina Faso : sa mère venant de mourir en mettant au monde un enfant, ce dernier doit être sacrifié, selon les traditions tribales. Safi l'emmène avec elle, et part vers la grande ville.

## Fiche technique
- Réalisation : Rasò Ganemtoré
- Scénario : Rasò Ganemtoré
- Photographie : Lionel Cousin
- Son : Martin Boissau
- Musique : Gabin Dabiré, Rasò Ganemtoré
- Montage : Giuseppe Pagano
- Durée : 30 min

## Distribution
- Madina Diane Ouédraogo (Safi)
- Alimata Salouka (Binta)
- Aminata Dao (Settu)
- Halidou Sawadogo (Le mari de Binta)
- Antoine Yougbaré
- Joséphine Kaboré
- Issa Ouedraogo

## Récompenses
Le film participe à plusieurs festivals :
- Prix des collèges au Festival Regards sur le cinéma du monde de Rouen, 2008
- Festival International du film pour enfants de Chicago, 2005[2]
- Poulain de bronze de Yennenga et Prix spécial UEMOA Court métrage au Festival panafricain du cinéma et de la télévision de Ouagadougou, 2005[3]
- Festival du film court francophone de Vaulx-en-Velin, 2006[3]
- Prix du jeune public au 1er Festival Miroirs et Cinémas d'Afrique, Marseille, 2007[4]
- Prix du public au 8e Festival Ciné Sud de Cozes, 2007[4]
- Mention du jury au Festival méditerranéen des nouveaux réalisateurs de Larissa, 2006[5]
- Prix du meilleur court-métrage au Festival international du court-métrage et des nouvelles images de Rome, 2005[5]
- Mention spéciale du jury au Festival de cinéma Vues d'Afrique de Montréal, 2005[5]
- Grand Prix FICA d'or au Festival de court métrage d'Abidjan, 2006

## Critiques
"Safi, la petite mère" est un court métrage burkinabé réalisé par Raso Ganemtore, sorti en 2004. Il traite du thème délicat des traditions ancestrales et de la préservation de l'innocence face à la cruauté. Ce récit oscille entre le passé et le présent, illustrant une Afrique profondément ancrée dans ses coutumes tout en étant confrontée à ses réalités quotidiennes. Grâce à une mise en image soignée et une fin ouverte, Rasò Ganemtoré nous offre un film touchant et poétique.